# صاروخ (ألعاب نارية)

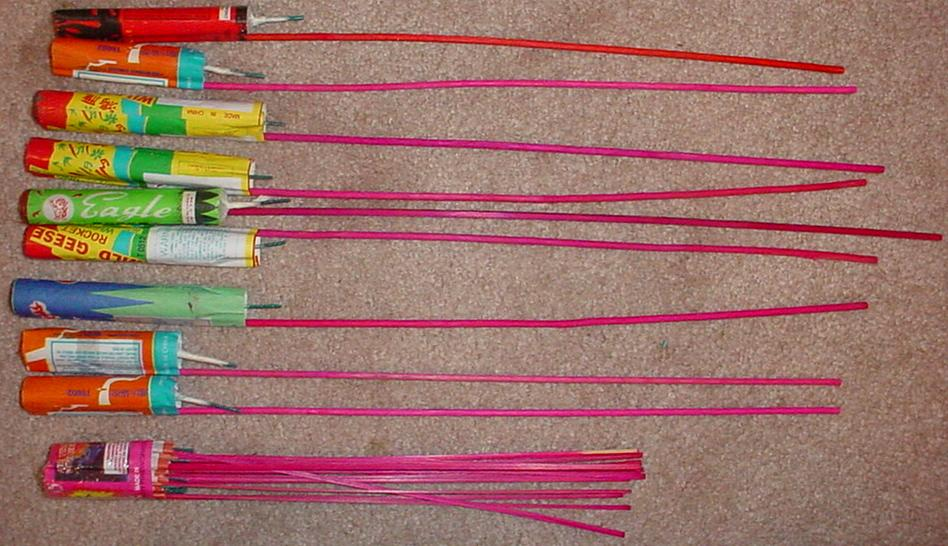
تشكيلة من صواريخ الألعاب النارية

الصاروخ هو صنف من أصناف الألعاب النارية الذي يستعمل الوقود الصلب ليرتفع بسرعة محلقاً في السماء. عند وصوله إلى ذروة ارتفاعه ينفجر الصاروخ تاركاً أثراً مرئياً أو صوتياً.
يتفاوت حجم الصاروخ بين الكبير والصغير، وعادة ما تكون الصواريخ المتدوالة للاستهلاك ذات حجم صغير، وتسمى حينها أحياناً صواريخ الزجاجات (أو صواريخ القناني)؛ أما الصواريخ كبيرة الحجم فيتطلب إطلاقها وجود أشخاص محترفين. بلغ وزن أكبر صاروخ من الألعاب النارية 97.01 كيلوغرام، وأطلق في ولاية نيفادا الأمريكية في 27 أيلول/سبتمبر 2014.
يقام في تايلاند مهرجان سنوي يسمى مهرجان الصواريخ بين شهري نيسان/أبريل - حزيران/يونيو يستقطب السياح من مختلف الأرجاء.

## اقرأ أيضاً
- ألماسة (ألعاب نارية)
- شمعة رومانية